# Andrei Suhov
Andrei Suhov este un fost senator român în legislatura 1992-1996 ales în județul Tulcea pe listele partidului PN-PSM. Andrei Suhov a demisionat din Senat pe data de 24 iunie 1996.  În 1993, Andrei Suhov a fost președintele grupului parlamentar de prietenie cu Republica Bulgaria.

## Legături externe
- Andrei Suhov Arhivat în 22 august 2016, la Wayback Machine. la cdep.ro

1. ↑  Systems, Indaco, Hotărârea nr. 33/1993 privind componenţa nominală a unor grupuri parlamentare de prietenie actualizată 2025 (în Romanian), Lege5